# جيل نيلسون
جيل نيلسون (بالإنجليزية: Jill Nelson)‏‏ (14 يونيو 1952 - ) صحفية، وروائية من الولايات المتحدة.